# 산울림 6집
《산울림 6집》은 대한민국의 록 밴드 산울림이 1980년 5월 5일에 발표한 여섯 번째 정규 음반이다. 이 음반은 김창완이 동생들의 군 입대 후 결성한 밴드 고장난 우주선의 멤버들과 함께 작업한 작품으로, 산울림의 기존 스타일과는 다른 새로운 음악적 시도를 보여준다. 타이틀곡 〈창문 너머 어렴풋이 옛 생각이 나겠지요〉는 큰 인기를 끌었으며, 이 음반은 산울림의 음악이 서정적인 발라드 위주로 전향하는 기점이 되었다.

## 배경
산울림은 1977년 데뷔 이후 5집까지 김창완과 두 동생 김창훈, 김창익이 함께 활동하였다. 그러나 1980년 당시 두 동생이 군 복무 중이었기 때문에, 김창완은 외부 세션들과 함께 "고장난 우주선"이라는 이름으로 활동하며 이 음반을 제작하였다. 기존 산울림 특유의 거칠고 강한 사이키델릭 록 사운드 대신 서정적이고 감성적인 분위기가 강조된 음반으로 평가된다.
이 시기의 김창완은 라디오, 방송 출연, 솔로 활동 등 다방면으로 활동하였으며, 그의 음악적 관심은 점차 연극, 시적 표현으로 확장되었다. 《산울림 6집》은 그러한 시기의 산물로, 김창완 개인의 정서와 고독이 강하게 반영된 작품으로 간주된다.
타이틀곡 〈창문 너머 어렴풋이 옛 생각이 나겠지요〉는 음반의 첫 번째 트랙으로 배치되어 있으며, 포크 록과 사이키델릭 록 요소가 어우러진 서정적인 분위기를 특징으로 한다. 반복적인 멜로디와 담담한 창법을 통해 청자에게 잔잔한 감정을 불러일으킨다. 발매 이후 산울림의 대표적인 감성 록 발라드 중 하나로 평가받으며, 여러 아티스트들에 의해 커버되었다.

### 고장난 우주선
고장난 우주선은 김창완이 산울림의 멤버 김창훈과 김창익이 군 복무 중이던 시기에 결성한 프로젝트 밴드이다. 이들은 산울림의 이름 대신 이 프로젝트명으로 1980년대 초 활동하며, 주로 세션 뮤지션들과 함께 작업하였다. 고장난 우주선은 공식적으로 별도의 음반을 발매하지 않았지만, 《산울림 6집》 음반 작업 전반에 참여하였으며, 김창완의 실험적인 음악적 방향성과 감수성을 반영한 팀이었다. 이후 고장난 우주선의 구성원들은 산울림의 라이브 세션에도 일부 참여하게 된다.

## 커버 아트
《산울림 6집》의 커버 아트는 산울림 특유의 몽환적이고 감성적인 분위기를 시각적으로 표현하고 있다. 커버에는 희미하게 번진 듯한 색감의 그림과 타이틀이 정갈하게 배치되어 있으며, 이는 당시 김창완이 표현하고자 했던 "기다림"과 "고요함", 그리고 "회상"의 정서를 시각화한 것이다. 직접적인 인물 사진이나 화려한 그래픽 없이, 추상적인 이미지와 간결한 디자인을 통해 청자의 상상력을 자극하는 방식은 당시 주류 음반 디자인과는 다른 실험적 시도였다. 리마스터판의 재발매 LP에서는 이 커버 디자인이 원본 그대로 재현되어 아날로그 감성을 보존하고 있다.

## 평가
| 전문가 평가       | 전문가 평가 |
| 평가 점수         | 평가 점수   |
| 출처              | 점수        |
| ----------------- | ----------- |
| LP뮤지엄          | ★★★★★       |
| Listenerspeak     | ★★★★☆       |
| ManiaDB 유저 평점 | 8.4/10      |

이 음반은 발매 당시 기존 산울림 사운드를 기대하던 팬들에게는 다소 낯설게 다가왔으나, 실험적인 구성과 감성적인 가사로 인해 시간이 지나면서 재평가되었다. 특히 〈창문 너머 어렴풋이 옛 생각이 나겠지요〉는 산울림의 대표적인 명곡으로 꼽히며, 이후에도 수많은 가수들이 리메이크하거나 공연에서 자주 다뤘다. 〈찻잔〉, 〈해바라기가 있는 정물〉 등도 비슷한 서정성과 감각적인 편곡으로 주목받았다.
비평가들은 이 음반이 산울림의 음악적 변신과 김창완 개인의 창작 역량을 동시에 보여주는 중요한 전환점이었다고 평가한다.

## 재발매
《산울림 6집》은 1998년 CD로 재발매되었으며, 2014년에는 리듬온에서 180g 중량 LP로 리이슈되었다. 이후 2023년 리마스터링 LP도 발매되며 재조명되었다.

## 곡 목록
모든 곡들은 조중환이 작사한 〈빨간풍선〉을 제외하고, 김창완이 작사/작곡하였다.
| #  | 제목                             | 재생 시간 |
| -- | -------------------------------- | --------- |
| 1. | 〈조금만 기다려요〉              | 3:02      |
| 2. | 〈못잊어〉                       | 2:50      |
| 3. | 〈이 노래가 끝나기 전에〉        | 3:10      |
| 4. | 〈나 그대의 넓은 대지가 되고져〉 | 2:04      |
| 5. | 〈한밤에〉                       | 4:03      |
| 6. | 〈백합〉 (경음악)                | 2:54      |

| #  | 제목                                      | 재생 시간 |
| -- | ----------------------------------------- | --------- |
| 1. | 〈어느 비내리던 날〉                      | 3:21      |
| 2. | 〈창문 너머 어렴풋이 옛 생각이 나겠지요〉 | 3:10      |
| 3. | 〈빨간풍선〉                              | 2:35      |
| 4. | 〈해바라기가 있는 정물〉                  | 2:25      |
| 5. | 〈찻잔〉                                  | 2:16      |
| 6. | 〈오후〉 (경음악)                         | 3:04      |

## 제작
- 김창완 – 보컬, 기타, 작사·작곡, 프로듀싱
- 박동율 – 베이스
- 유지연 – 기타
- 김영국 – 드럼